# Parentignat
Parentignat é uma comuna francesa na região administrativa de Auvérnia-Ródano-Alpes, no departamento Puy-de-Dôme. Estende-se por uma área de 3,72 km². Em 2010 a comuna tinha 526 habitantes (densidade: 141,4 hab./km²).